# Lord Forbes

Wappen des Lord Forbes

Lord Forbes ist ein erblicher britischer Adelstitel in der Peerage of Scotland.
Der Titel gilt als die älteste noch bestehende, nicht subsidiäre Lordship of Parliament, der jeweilige Lord ist daher Premier Lord of Scotland.
Der jeweilige Lord ist zudem erblicher Clan Chief des Clan Forbes. Familiensitz der Lords ist Castle Forbes bei Alford in Aberdeenshire.

## Verleihung
Der Titel wurde nach 1436 für Sir Alexander Forbes, Oberhaupt des Clan Forbes, geschaffen. Das genaue Datum der Verleihung ist unbekannt. Durch eine Urkunde vom 12. Juli 1442 ist belegt, dass er den Titel zu diesem Zeitpunkt bereits innehatte.
Heute hat sein Nachfahre Malcolm Forbes, 23. Lord Forbes den Titel inne.

## Lords Forbes (1442)
- Alexander Forbes, 1. Lord Forbes (1380–1448)
- James Forbes, 2. Lord Forbes († 1462)
- William Forbes, 3. Lord Forbes († 1483)
- Alexander Forbes, 4. Lord Forbes († 1491)
- Arthur Forbes, 5. Lord Forbes († 1493)
- John Forbes, 6. Lord Forbes (1475–1547)
- William Forbes, 7. Lord Forbes (1513–1593)
- John Forbes, 8. Lord Forbes (1561–1606)
- Arthur Forbes, 9. Lord Forbes (1581–1641)
- Alexander Forbes, 10. Lord Forbes († 1672)
- William Forbes, 11. Lord Forbes († 1697)
- William Forbes, 12. Lord Forbes (1656–1716)
- William Forbes, 13. Lord Forbes († 1730)
- Francis Forbes, 14. Lord Forbes (1721–1734)
- James Forbes, 15. Lord Forbes (1689–1761)
- James Forbes, 16. Lord Forbes (vor 1749–1804)
- James Forbes, 17. Lord Forbes (1765–1843)
- Walter Forbes, 18. Lord Forbes (1798–1868)
- Horace Forbes, 19. Lord Forbes (1823–1914)
- Atholl Forbes, 20. Lord Forbes (1841–1916)
- Atholl Forbes, 21. Lord Forbes (1882–1953)
- Nigel Forbes, 22. Lord Forbes (1918–2013)
- Malcolm Forbes, 23. Lord Forbes (* 1946)

Heir apparent ist der Sohn des aktuellen Titelinhabers Neil Forbes, Master of Forbes (* 1970).
Dessen Heir apparent ist dessen Sohn, Geordie Forbes (* 2010).